# Остренжниця
Остренжниця (пол. Ostrężnica) — село в Польщі, у гміні Кшешовиці Краківського повіту Малопольського воєводства.
Населення — 1046 осіб (2011).
У 1975-1998 роках село належало до Краківського воєводства.

## Демографія
Демографічна структура станом на 31 березня 2011 року:
|          | Загалом | Допрацездатний вік | Працездатний вік | Постпрацездатний вік |
| -------- | ------- | ------------------ | ---------------- | -------------------- |
| Чоловіки | 516     | 102                | 356              | 58                   |
| Жінки    | 530     | 89                 | 317              | 124                  |
| Разом    | 1046    | 191                | 673              | 182                  |